# Challenge Roth
Le Challenge Roth, officiellement depuis 2013 DATEV Challenge Roth, est une compétition de triathlon de format XXL qui a lieu en Bavière dans la ville allemande de Roth. Cette compétition prend la suite de l'une des premières compétitions sur distance Ironman qualificative pour l'Ironman World Championship de Kona à Hawaï organisée en Europe sous le nom d'Ironman Europe Roth jusqu'en 2001. Elle fait désormais partie de la série Challenge family organisée par la société privée Team Challenge. Le Challenge Roth n'est plus qualificatif pour le championnat du monde d'Ironman mais reste par son histoire et son taux de participation parmi les principaux événements de triathlon en Europe. En plus de la course sur distance Ironman, cet événement sportif sert régulièrement de support aux championnats d'Allemagne et d'Europe longue distance organisés par la Fédération allemande (DTU) et la Fédération européenne de triathlon (ETU).

## Historique
En Bavière, des épreuves de triathlon ont lieu à Roth depuis le milieu des années 1980 chaque année, les noms et les distances proposées ont parfois été différents.
En 1984, le Franken Triathlon propose 700 m de natation, 40 km de vélo et 10 de course à pied, en 1985 le Bayerische Triathlon-Meisterschaft propose 2 km de natation, 79 de vélo et 20,5 de course à pied. En 1986 le championnat d'Allemagne sur moyenne distance se pratique sur 2,5 km de natation, 100 de vélo et 25 de course à pied et en 1987, le championnat d'Europe moyenne distance propose 3 km de natation, 92 de cyclisme et 20 de course à pied.

### L'Ironman Europe
En 1988, la première compétition labellisée Ironman en Europe est organisée en Allemagne à Roth. C'est la quatrième course qualificative pour le championnat du monde à Hawaï, après les Ironman Nouvelle-Zélande, Japon et Canada.
Dans les années 1990, L'Ironman Europe est un évènement majeur du circuit international de triathlon longue distance qui attire plus de 100 000 spectateurs et qui reçoit plus de 4 000 demandes d’inscription pour 2 700 places maximum. L'évènement permet à de nombreux triathlètes européens en général et allemands en particulier de se qualifier pour le championnat du monde.
En 2001 la World Triathlon Corporation décide de ne pas renouveler le contrat d'organisation de l'Ironman Europe Roth, course qualificative pour l'Ironman World Championship de Kona à Hawaï. 2001 est la dernière année d'organisation de cette épreuve à Roth sous ce label, qui fut en 1988 la première course labellisée sur le continent européen Ironman.

### Le Challenge Roth

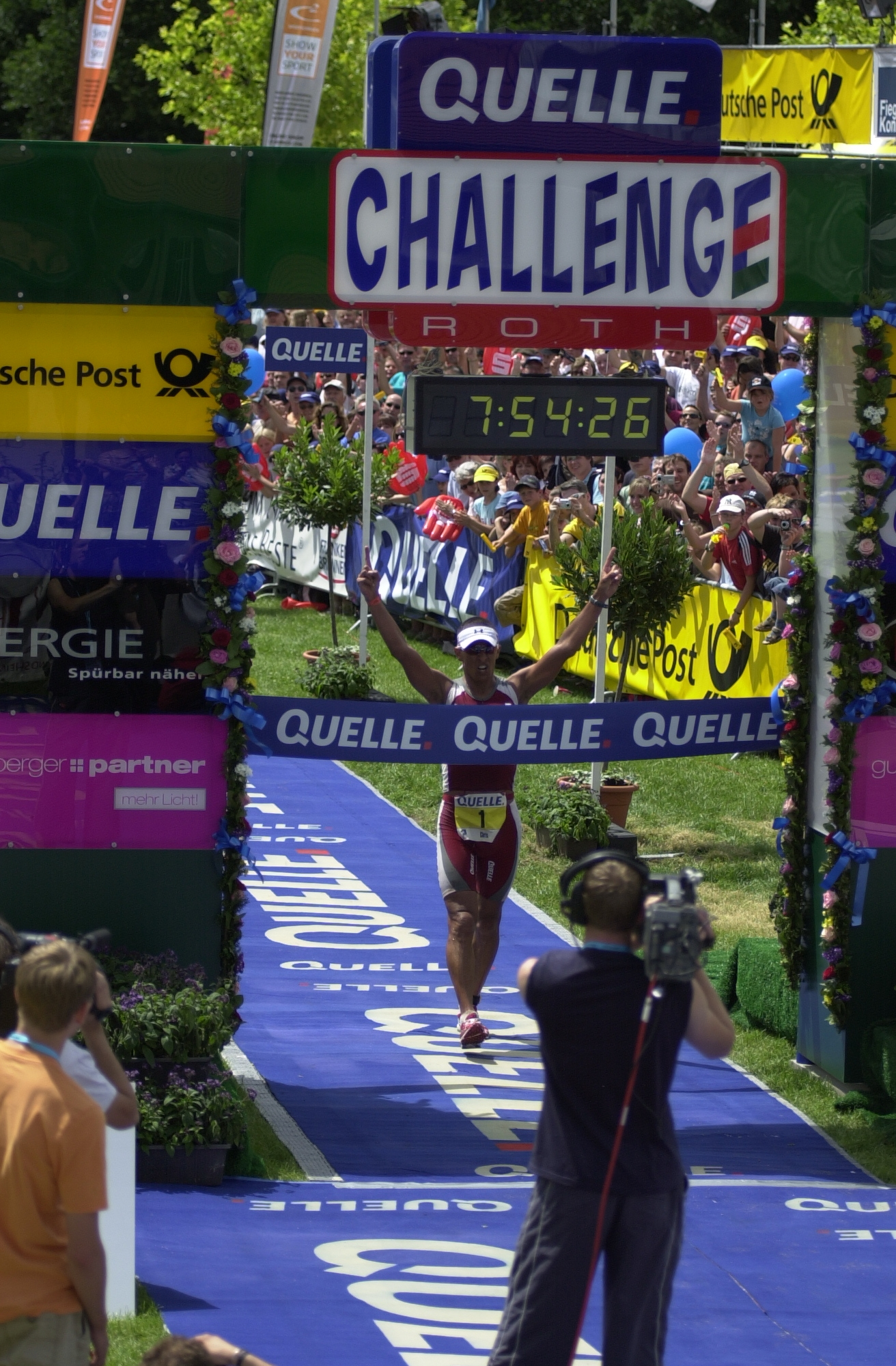
Chris McCormack vainqueur 2007 du Challenge Roth

La première édition sous le nom de Challenge Roth a lieu en 2002. Malgré la perte du label Ironman, la compétition continue d'attirer un grand nombre de triathlètes internationaux. Le parcours cycliste étant connu pour être un des plus rapides du monde, la compétition offre ainsi l'opportunité aux compétiteurs d’établir de nouveaux records sur distance Ironman. C'est le cas en 1996, le triathlète allemand Lothar Leder établit un record sous la barre des huit heures en 7 h 57 min 21 s. Il est battu l’année suivante par le Belge Frederik Van Lierde en 7 h 50 min 27 s. Ce record reste invaincu jusqu'en 2011. L'Allemand Andreas Raelert établit cette année-là un nouveau record mondial sur la distance en 7 h 41 min 33 s, améliorant le dernier temps de référence de huit minutes. Chez les féminines, la Britannique Chrissie Wellington établit en 2009 un nouveau record en 8 h 31 min 59 s. En 2011 elle bat son propre record mondial avec un temps de 8 h 18 min 13 s.
De 2002 à 2009 la course a pour partenaire et principal sponsor la marque anglaise Quelle et porte le nom de « Quelle Challenge Roth », mais à la suite de la mise en liquidation de la Société-mère (Arcandor) et la disparition de cette marque, les courses de 2010 à 2012 ont pour nom officiel « Challenge Roth ». En 2012 la compétition sert de support pour le championnat d’Europe longue distance organisé par la Fédération européenne de triathlon. En 2013 la Société Team Challenge, société organisatrice de l’événement, fondée par Herbert Walchshöfer et aujourd'hui dirigée par ses enfants Félix et Kathrin et sa veuve Alice, signe un contrat de partenariat avec la Société allemande Datev. La compétition prend alors le nom officiel de : « Datev Challenge Roth ».
En 2015 pour lutter plus efficacement contre l'aspiration-abri (drafting), l'organisation instaure une pénalité supplémentaire aux cinq minutes d’arrêt à effectuer dans la « boîte de pénalité » (« penality box ») déjà en vigueur : cette nouvelle pénalité, testée sur d'autres compétitions, est intitulée « tour de la honte » et consiste en l’ajout d'une distance supplémentaire d'un kilomètre à effectuer pendant le marathon. Cette même année un nouveau record de popularité est établi avec 260 000 spectateurs sur l'ensemble des trois disciplines.

### 2016:15eédition
L'édition 2016, 15e sous l'appellation et l'organisation de la société Challenge réunit, fait rare, les doubles champions et championnes du monde d'Ironman et d'Ironman 70.3 2015, sur la même ligne de départ. L'Allemand Jan Frodeno et la Suissesse Daniela Ryf inscrite à la dernière minute après sa mésaventure sur l'Ironman Allemagne, ont donné une dimension hors normes à cette édition anniversaire. L'objectif des deux champions étant clairement de remporter la course et de se frotter au record de vitesse de l'épreuve.
Dès le départ, les deux champions font de cette course une démonstration de puissance et de maîtrise tout au long de l'épreuve et ne laissent à leurs adversaires que l'opportunité de s'affronter pour les places secondaires. Ils prennent tous les deux rapidement le contrôle de la course au sein de leur catégorie et ne seront jamais inquiétés le long des parcours sur lesquels ils battent des records de vitesse. Les conditions météorologiques étant idéales et le niveau extrêmement élevé des deux champions permettent à tous deux une victoire sans partage, avec en prime pour Jan Frodeno, l'amélioration du record de prés de six minutes. Ce record étant détenu depuis 2011 par son compatriote Andreas Raelert, il ramène la marque sur distance Ironman à 7 h 35 min 39 s. Daniela Ryf sans battre celui détenu par la Britannique Chrissie Wellington qui fut aussi une athlète entrainée par l'Australien Brett Sutton, remporte l'épreuve en moins de neuf heures. En 8 h 22 min 4 s, elle s'approche sans le battre, à moins de quatre minutes du record invaincu depuis 2011,.

## Palmarès

### Challenge Roth depuis 2002
| Masculin         | Masculin         | Masculin          | Masculin           | Féminin | Féminin             | Féminin            | Féminin            |
| Date             | Médaille d'or    | Médaille d'argent | Médaille de bronze | Année   | Médaille d'or       | Médaille d'argent  | Médaille de bronze |
| ---------------- | ---------------- | ----------------- | ------------------ | ------- | ------------------- | ------------------ | ------------------ |
| 6 juillet 2025   | Sam Laidlow      | Jonas Schomburg   | Jan Stratmann      | 2025    | Laura Philipp       | Grace Thek         | Alanis Siffert     |
| 7 juillet 2024   | Magnus Ditlev    | Thomas Bishop     | Rudy von Berg      | 2024    | Anne Haug           | Laura Philipp      | Els Visser         |
| 25 juin 2023     | Magnus Ditlev    | Patrick Lange     | Ben Kanute         | 2023    | Daniela Ryf         | Anne Haug          | Laura Philipp      |
| 3 juillet 2022   | Magnus Ditlev    | Patrick Lange     | Reinaldo Colucci   | 2022    | Anne Haug           | Fenella Langridge  | Judith Corachán    |
| 5 sept. 2021     | Patrick Lange    | Nils Frommhold    | Felix Hentschel    | 2021    | Anne Haug           | Laura Siddall      | Fenella Langridge  |
| 7 juillet 2019   | Andreas Dreitz   | Jesper Svensson   | Cameron Wurf       | 2019    | Lucy Charles        | Sarah Crowley      | Daniela Bleymehl   |
| 1er juillet 2018 | Sebastian Kienle | Andreas Dreitz    | Jesse Thomas       | 2018    | Daniela Sämmler     | Lucy Charles       | Kaisa Sali         |
| 9 juillet 2017   | Bart Aernouts    | Joe Skipper       | Maurice Clavel     | 2017    | Daniela Ryf         | Laura Siddall      | Lisa Roberts       |
| 17 juillet 2016  | Jan Frodeno      | Joe Skipper       | Nils Frommhold     | 2016    | Daniela Ryf         | Carrie Lester      | Yvonne van Vlerken |
| 12 juillet 2015  | Nils Frommhold   | Timo Bracht       | David Dellow       | 2015    | Yvonne van Vlerken  | Carrie Lester      | Anja Beranek       |
| 20 juillet 2014  | Timo Bracht      | Nils Frommhold    | Eneko Llanos       | 2014    | Mirinda Carfrae     | Rachel Joyce       | Caroline Steffen   |
| 14 juillet 2013  | Dirk Bockel      | James Cunnama     | Timo Bracht        | 2013    | Caroline Steffen    | Yvonne van Vlerken | Julia Gajer        |
| 8 juillet 2012   | James Cunnama    | Timo Bracht       | Mike Aigroz        | 2012    | Rachel Joyce        | Sonja Tajsich      | Julia Gajer        |
| 10 juillet 2011  | Andreas Raelert  | Sebastian Kienle  | Keegan Williams    | 2011    | Chrissie Wellington | Julia Wagner       | Rebekah Keat       |
| 18 juillet 2010  | Rasmus Henning   | Sebastian Kienle  | Eneko Llanos       | 2010    | Chrissie Wellington | Rebekah Keat       | Tereza Macel       |
| 12 juillet 2009  | Michael Göhner   | Pete Jacobs       | Richard Ussher     | 2009    | Chrissie Wellington | Rebekah Keat       | Catriona Morrison  |
| 13 juillet 2008  | Patrick Vernay   | Pete Jacobs       | Torbjørn Sindballe | 2008    | Yvonne van Vlerken  | Erika Csomor       | Gina Ferguson      |
| 24 juin 2007     | Chris McCormack  | Eneko Llanos      | Pete Jacobs        | 2007    | Yvonne van Vlerken  | Joanna Lawn        | Belinda Granger    |
| 2 juillet 2006   | Chris McCormack  | Faris Al-Sultan   | Kieran Doe         | 2006    | Joanna Lawn         | Belinda Granger    | Karen Holloway     |
| 3 juillet 2005   | Chris McCormack  | Alexander Taubert | Timo Bracht        | 2005    | Belinda Granger     | Nicole Leder       | Ute Mückel         |
| 4 juillet 2004   | Chris McCormack  | Faris Al-Sultan   | Timo Bracht        | 2004    | Nicole Leder        | Belinda Granger    | Ute Mückel         |
| 6 juillet 2003   | Lothar Leder     | Chris McCormack   | François Chabaud   | 2003    | Nicole Leder        | Heike Funk         | Erika Csomor       |
| 7 juillet 2002   | Lothar Leder     | Cameron Brown     | Thomas Hellriegel  | 2002    | Nina Kraft          | Erika Csomor       | Nicole Leder       |

| Records de victoires                    | Triathlète          | Données         | Années                 |
| --------------------------------------- | ------------------- | --------------- | ---------------------- |
| Plus grand nombre de victoires féminin  | Daniela Ryf         | 3               | 2016, 2017, 2023       |
| Plus grand nombre de victoires féminin  | Yvonne van Vlerken  | 3               | 2007, 2008, 2015       |
| Plus grand nombre de victoires féminin  | Chrissie Wellington | 3               | 2009, 2010, 2011       |
| Plus grand nombre de victoires masculin | Chris McCormack     | 4               | 2004, 2005, 2006, 2007 |
| Record de temps féminin                 | Anne Haug           | 7 h 53 min 48 s | 2021                   |
| Record de temps masculin                | Patrick Lange       | 7 h 19 min 19 s | 2021                   |

### Ironman Europe de 1988 à 2001
| Masculin | Masculin        | Masculin             | Masculin           | Féminin | Féminin            | Féminin            | Féminin            |
| Année    | Médaille d'or   | Médaille d'argent    | Médaille de bronze | Année   | Médaille d'or      | Médaille d'argent  | Médaille de bronze |
| -------- | --------------- | -------------------- | ------------------ | ------- | ------------------ | ------------------ | ------------------ |
| 2001     | Lothar Leder    | Andreas Niedrig      | Cameron Brown      | 2001    | Nina Kraft         | Gina Kehr          | Nicole Leder       |
| 2000     | Lothar Leder    | Thomas Hellriegel    | Andreas Niedrig    | 2000    | Heather Fuhr       | Lisa Bentley       | Ute Mückel         |
| 1999     | Jürgen Zäck     | Thomas Hellriegel    | Andreas Niedrig    | 1999    | Joanne King        | Nina Kraft         | Ute Mückel         |
| 1998     | Jürgen Zäck     | Lothar Leder         | Andreas Niedrig    | 1998    | Katja Schumacher   | Susan Latshaw      | Melissa Spooner    |
| 1997     | Luc Van Lierde  | Jürgen Zäck          | Lothar Leder       | 1997    | Susan Latshaw      | Suzanne Nielsen    | Katja Schumacher   |
| 1996     | Lothar Leder    | Rainer Müller-Hörner | Jan van der Marel  | 1996    | Ute Mückel         | Lauren Alexander   | Lori Bowden        |
| 1995     | Jürgen Zäck     | Thomas Hellriegel    | Lothar Leder       | 1995    | Paula Newby-Fraser | Katinka Wiltenburg | Susan Latshaw      |
| 1994     | Jürgen Zäck     | Péter Kropkó         | Rainer Müller      | 1994    | Paula Newby-Fraser | Susan Latshaw      | Katinka Wiltenburg |
| 1993     | Cristián Bustos | Jürgen Zäck          | Péter Kropkó       | 1993    | Katinka Wiltenburg | Ada van Zwieten    | Susanne Götze      |
| 1992     | Jos Everts      | Ray Browning         | Roy Hinnen         | 1992    | Paula Newby-Fraser | Thea Sybesma       | Krista Whelan      |
| 1991     | Pauli Kiuru     | Mark Koks            | Jürgen Zäck        | 1991    | Thea Sybesma       | Jan Wanklyn        | Irma Zwartkruis    |
| 1990     | Pauli Kiuru     | Péter Kropkó         | Ken Glah           | 1990    | Jan Wanklyn        | Elke Oetermann     | Ada van Zwieten    |
| 1989     | Jürgen Zäck     | Axel Koenders        | Roy Hinnen         | 1989    | Simone Mortier     | Elke Oetermann     | Ghita Jarlström    |
| 1988     | Axel Koenders   | Dirk Aschmoneit      | Micha Schuler      | 1988    | Rita Keitmann      | Bonnie Barton      | Heidi Nilsen       |

## Parcours
Le parcours de natation est d'environ 3,8 km dans le Canal Rhin-Main-Danube à Hilpoltstein.
Le parcours vélo est de 180 kilomètres et s’effectue en deux tours de 86 km plus un parcours de 8 km; la boucle passe par la montée du Greding dit également « la montagne solaire » (localité très lumineuse qui met en évidence le lieu), mais également par l'ascension du Kalvarienberg et finit sur la montée de la côte de Solarberg, avant de rejoindre Eckersmühlen (considéré comme « le refuge de la bière ») pour un retour à Roth.
La course à pied de 42,195 km s'effectue sur un circuit délimité en une double voie et tournant le long du canal Main-Danube. Depuis 2010, avant l'arrivée, le tracé passe par le « Rother-foire » et une ultime petite boucle d’environ 2 km vers le centre-ville de Roth. Les 200 derniers mètres possèdent la particularité de s'effectuer dans une aire d'arrivée montée pour la circonstance avec un écran géant.
En 2016, le parcours course à pied est largement modifié. Il s'effectue en deux boucles en aller-retour qui traverse, les villes de Roth et de Büchenbach en suivant le canal. Le parcours est légèrement plus vallonné mais offre un avantage spectaculaire en faisant passer plusieurs fois les triathlètes devant les plus grands rassemblements de public du parcours.